# Survivor Series 2008
Survivor Series 2008 è stata la ventiduesima edizione dell'omonimo evento in pay-per-view prodotto dalla WWE. L'evento si è svolto il 23 novembre 2008 a Boston.

## Storyline
Nella puntata di Raw del 3 novembre Chris Jericho sconfisse il campione Batista in uno Steel Cage match, riconquistando così il World Heavyweight Championship per la seconda volta dopo che lo aveva perso a Cyber Sunday. Più avanti, la sera stessa, Shane McMahon annunciò che il rientrante John Cena (assente da quasi tre mesi per via di un infortunio) sarebbe stato il contendente n°1 al World Heavyweight Championship di Jericho. Un match tra Cena e Jericho con in palio il titolo fu poi sancito per Survivor Series.
Nella puntata di SmackDown del 7 novembre Vladimir Kozlov sconfisse The Undertaker per squalifica a causa dell'intervento di Jeff Hardy, diventando così il contendente n°1 del WWE Champion Triple H. Un match tra Kozlov e Triple H con in palio il WWE Championship fu poi annunciato per Survivor Series. Nella puntata di SmackDown del 21 novembre Jeff Hardy, dopo che la settimana precedente aveva sconfitto The Undertaker in un Extreme Rules match, sconfisse Triple H in un match non titolato, inserendosi quindi nell'incontro di Survivor Series tra Kozlov e Triple H stesso, rendendolo un Triple Threat match con in palio il WWE Championship.
Il 26 ottobre, a Cyber Sunday, The Undertaker sconfisse Big Show in un Last Man Standing match. Nella puntata di SmackDown del 31 ottobre, dopo che aveva sconfitto Chavo Guerrero in un Casket match, The Undertaker fu brutalmente attaccato da Big Show. Nella puntata di SmackDown del 7 novembre Big Show sfidò The Undertaker ad un Casket match per Survivor Series; con quest'ultimo che poi accettò.
Nella puntata di Raw del 27 ottobre John "Bradshaw" Layfield attaccò brutalmente Shawn Michaels prima dell'inizio di un loro incontro. Nella puntata di Raw del 3 novembre JBL fu sconfitto da The Undertaker per count-out a causa dell'intervento di Michaels, il quale rigettò poi lo stesso JBL all'interno del ring per farlo colpire dal Tombstone Piledriver di The Undertaker. Nella puntata di Raw del 10 novembre JBL aiutò il World Heavyweight Champion Chris Jericho a sconfiggere Michaels in un Last Man Standing match non titolato. Un 5-on-5 Traditional Survivor Series Elimination match tra il team capitanato da JBL, che includeva anche John Morrison, The Miz, Montel Vontavious Porter e Kane, contro il team capitanato da Michaels, che includeva anche The Great Khali, Rey Mysterio e i Cryme Tyme (JTG e Shad), fu poi sancito per Survivor Series.
Nella puntata di Raw del 10 novembre il rientrante Randy Orton, dopo essersi auto-nominato come prossimo contendente n°1 al World Heavyweight Championship, si confrontò con Batista (anch'egli rivendicando un match per il titolo), affermando di essere sempre stato migliore di questi sin dai tempi dell'Evolution. Nella puntata di Raw del 17 novembre, dopo che era scoppiata una rissa tra i due, fu sancito un 5-on-5 Traditional Survivor Series Elimination match tra il team capitanato da Batista, che includeva anche i World Tag Team Champions CM Punk e Kofi Kingston, R-Truth e l'ECW Champion Matt Hardy, contro il team capitanato da Orton, che includeva anche Cody Rhodes, lo United States Champion Shelton Benjamin, l'Intercontinental Champion William Regal e Mark Henry, per Survivor Series.
Per Survivor Series fu inoltre annunciato un 5-on-5 Traditional Survivor Series Elimination match interpromozionale tra il Team Raw (la Women's Champion Beth Phoenix, Candice Michelle, Jillian Hall, Kelly Kelly e Mickie James) contro il Team SmackDown (la Divas Champion Michelle McCool, Maria, Maryse, Natalya e Victoria).

## Risultati
| #    | Incontri | Stipulazioni                                               | Durata |
| ---- | --- | ---------------------------------------------------------- | ------ |
| Dark | Brian Kendrick ha sconfitto Funaki | Single match                                               | —      |
| 1    | The Great Khali, JTG, Rey Mysterio, Shad Gaspard e Shawn Michaels hanno sconfitto John "Bradshaw" Layfield, John Morrison, Kane, The Miz e Montel Vontavious Porter | Five-on-five traditional survivor series elimination match | 18:13  |
| 2    | Beth Phoenix, Candice Michelle, Jillian Hall, Kelly Kelly e Mickie James hanno sconfitto Maria, Maryse, Michelle McCool, Natalya e Victoria                         | Five-on-five traditional survivor series elimination match | 09:39  |
| 3    | The Undertaker ha sconfitto Big Show | Casket match                                               | 12:45  |
| 4    | Cody Rhodes, Mark Henry, Randy Orton, Shelton Benjamin e William Regal hanno sconfitto Batista, CM Punk, Kofi Kingston, Matt Hardy e R-Truth                        | Five-on-five traditional survivor series elimination match | 16:13  |
| 5    | Edge ha sconfitto Triple H (c) e Vladimir Kozlov | Triple threat match per il WWE Championship                | 14:22  |
| 6    | John Cena ha sconfitto Chris Jericho (c) | Single match per il World Heavyweight Championship         | 21:19  |

### Survivor series elimination match
Team HBK vs. Team JBL
| N° eliminazione | Wrestler                                                  | Team                                                      | Eliminato da                                              | Tempo                                                     |                                                           |
| --------------- | --------------------------------------------------------- | --------------------------------------------------------- | --------------------------------------------------------- | --------------------------------------------------------- | --------------------------------------------------------- |
| 1°              | JTG                                                       | Team HBK                                                  | Montel Vontavious Porter                                  | 01:41                                                     |                                                           |
| 2°              | Montel Vontavious Porter                                  | Team JBL                                                  | The Great Khali                                           | 01:54                                                     |                                                           |
| 3°              | Kane                                                      | Team JBL                                                  | Rey Mysterio                                              | 03:26                                                     |                                                           |
| 4°              | Shad Gaspard                                              | Team HBK                                                  | The Miz                                                   | 06:30                                                     |                                                           |
| 5°              | The Miz                                                   | Team JBL                                                  | Rey Mysterio                                              | 11:45                                                     |                                                           |
| 6°              | John "Bradshaw" Layfield                                  | Team JBL                                                  | Count out                                                 | 17:57                                                     |                                                           |
| 7°              | John Morrison                                             | Team JBL                                                  | Shawn Michaels                                            | 18:13                                                     |                                                           |
| Sopravvissuti:  | Shawn Michaels, Rey Mysterio e The Great Khali (Team HBK) | Shawn Michaels, Rey Mysterio e The Great Khali (Team HBK) | Shawn Michaels, Rey Mysterio e The Great Khali (Team HBK) | Shawn Michaels, Rey Mysterio e The Great Khali (Team HBK) | Shawn Michaels, Rey Mysterio e The Great Khali (Team HBK) |

Team Raw vs. Team SmackDown
| N° eliminazione | Wrestler                | Team                    | Eliminato da            | Tempo                   |                         |
| --------------- | ----------------------- | ----------------------- | ----------------------- | ----------------------- | ----------------------- |
| 1°              | Victoria                | Team SmackDown          | Kelly Kelly             | 02:54                   |                         |
| 2°              | Kelly Kelly             | Team Raw                | Maryse                  | 03:23                   |                         |
| 3°              | Michelle McCool         | Team SmackDown          | Mickie James            | 05:07                   |                         |
| 4°              | Mickie James            | Team Raw                | Maryse                  | 05:26                   |                         |
| 5°              | Natalya                 | Team SmackDown          | Candice Michelle        | 06:45                   |                         |
| 6°              | Jillian Hall            | Team Raw                | Maria                   | 07:44                   |                         |
| 7°              | Maria                   | Team SmackDown          | Candice Michelle        | 07:55                   |                         |
| 8°              | Candice Michelle        | Team Raw                | Maryse                  | 08:38                   |                         |
| 9°              | Maryse                  | Team SmackDown          | Beth Phoenix            | 09:39                   |                         |
| Sopravvissuta:  | Beth Phoenix (Team Raw) | Beth Phoenix (Team Raw) | Beth Phoenix (Team Raw) | Beth Phoenix (Team Raw) | Beth Phoenix (Team Raw) |

Team Batista vs. Team Orton
| N° eliminazione | Wrestler                               | Team                                   | Eliminato da                           | Tempo                                  |                                        |
| --------------- | -------------------------------------- | -------------------------------------- | -------------------------------------- | -------------------------------------- | -------------------------------------- |
| 1°              | William Regal                          | Team Orton                             | CM Punk                                | 00:11                                  |                                        |
| 2°              | R-Truth                                | Team Batista                           | Shelton Benjamin                       | 07:38                                  |                                        |
| 3°              | Kofi Kingston                          | Team Batista                           | Randy Orton                            | 10:45                                  |                                        |
| 4°              | CM Punk                                | Team Batista                           | Cody Rhodes                            | 13:06                                  |                                        |
| 5°              | Matt Hardy                             | Team Batista                           | Mark Henry                             | 14:22                                  |                                        |
| 6°              | Mark Henry                             | Team Orton                             | Batista                                | 14:32                                  |                                        |
| 7°              | Shelton Benjamin                       | Team Orton                             | Batista                                | 15:06                                  |                                        |
| 8°              | Batista                                | Team Batista                           | Randy Orton                            | 16:13                                  |                                        |
| Sopravvissuti:  | Cody Rhodes e Randy Orton (Team Orton) | Cody Rhodes e Randy Orton (Team Orton) | Cody Rhodes e Randy Orton (Team Orton) | Cody Rhodes e Randy Orton (Team Orton) | Cody Rhodes e Randy Orton (Team Orton) |